# Chelicerca nodulosa
Chelicerca nodulosa är en insektsart som beskrevs av Ross 1944. Chelicerca nodulosa ingår i släktet Chelicerca och familjen Anisembiidae. Inga underarter finns listade i Catalogue of Life.